# روبرت فاغان (رسام)
روبرت فاغان (بالإنجليزية: Robert Fagan)‏ هو رسام أيرلندي، ولد في 5 مارس 1761 في لندن في المملكة المتحدة، وتوفي في 26 أغسطس 1816 في روما في إيطاليا بسبب سقوط.